# Бресија
Бресија је личност из грчке митологије.

## Митологија
Према Аполодору, била је кћерка кипарског краља Кинире и Метарме. Попут њених сестара, Орседике и Лаогоре, Афродита ју је мрзела. Зато се, по њеној вољи, до краја живота подавала странцима. Умрла је у Египту.

## Биологија
Латинско име ове личности (Braesia) је синоним назива рода лептира Cautethia.